# Coral Resgate
O Coral Resgate Para Vida é um coral cristão, pertencente a Igreja de Deus em Cristo Resgate Para Vida (COGIC), com influências do gospel norte americano e da música cristã contemporânea. Tem se destacado no meio gospel por ter letras claras e dinâmicas aos jovens. O grupo recebeu indicação ao Troféu Promessas em 2011 na categoria Melhor grupo. Em 2014 o grupo passou a fazer parte do cast da Universal Music.

## História
Nascido no final de 1998, o Coral Resgate começou como grupo de mocidade da Comunidade Resgate Para Vida em São Paulo, tendo como coordenador Marcos de Assis e Gustavo Mariano como regente, e Pastor Ivo Mariano como autoridade espiritual, sempre orientando a tomar as decisões corretas em relação ao ministério que o Senhor havia confiado ao grupo.
Em 1999, Pastor Enéas Francisco começou a traduzir e fazer versões de grandes corais e artistas americanos como Kirk Franklin, Donald Lawrence, Hezekiah Walker, Kurt Carr, adotando então esse estilo para o grupo, que começava a ser conhecido como como Coral Resgate. Somando o talento de Aline e Andréia Jordão, o Coral Resgate começou a receber inúmeros convites para cantar em igrejas e eventos em São Paulo, São Bernardo do Campo, Santo André, Campinas, Limeira entre outras cidades ao redor de São Paulo.
De 2000 a 2003, Pastor Enéas Francisco atuou como coordenador do Coral Resgate ao lado da regência de Gustavo Mariano.
Atualmente, o grupo é formado por 9 vozes e 4 músicos instrumentais, liderado pelo ministro Wandy Matheus.

## Discografia

### Álbuns de estúdio
- Redentor - 2007
- Santifica-me - 2010
- Prontos Para a Batalha - 2011
- 24 Horas Fiel - 2015